# Goniurosaurus bawanglingensis
Espèce
Statut de conservation UICN

 EN  : En danger
Statut CITES
Goniurosaurus bawanglingensis est une espèce de geckos de la famille des Eublepharidae.

## Description
Cette espèce est ovipare.

## Répartition
Cette espèce est endémique de Hainan en Chine.

## Étymologie
Son nom d'espèce, composé de bawangling et du suffixe latin -ensis, « qui vit dans, qui habite », lui a été donné en référence au lieu de sa découverte, la réserve naturelle de Bawangling (en).

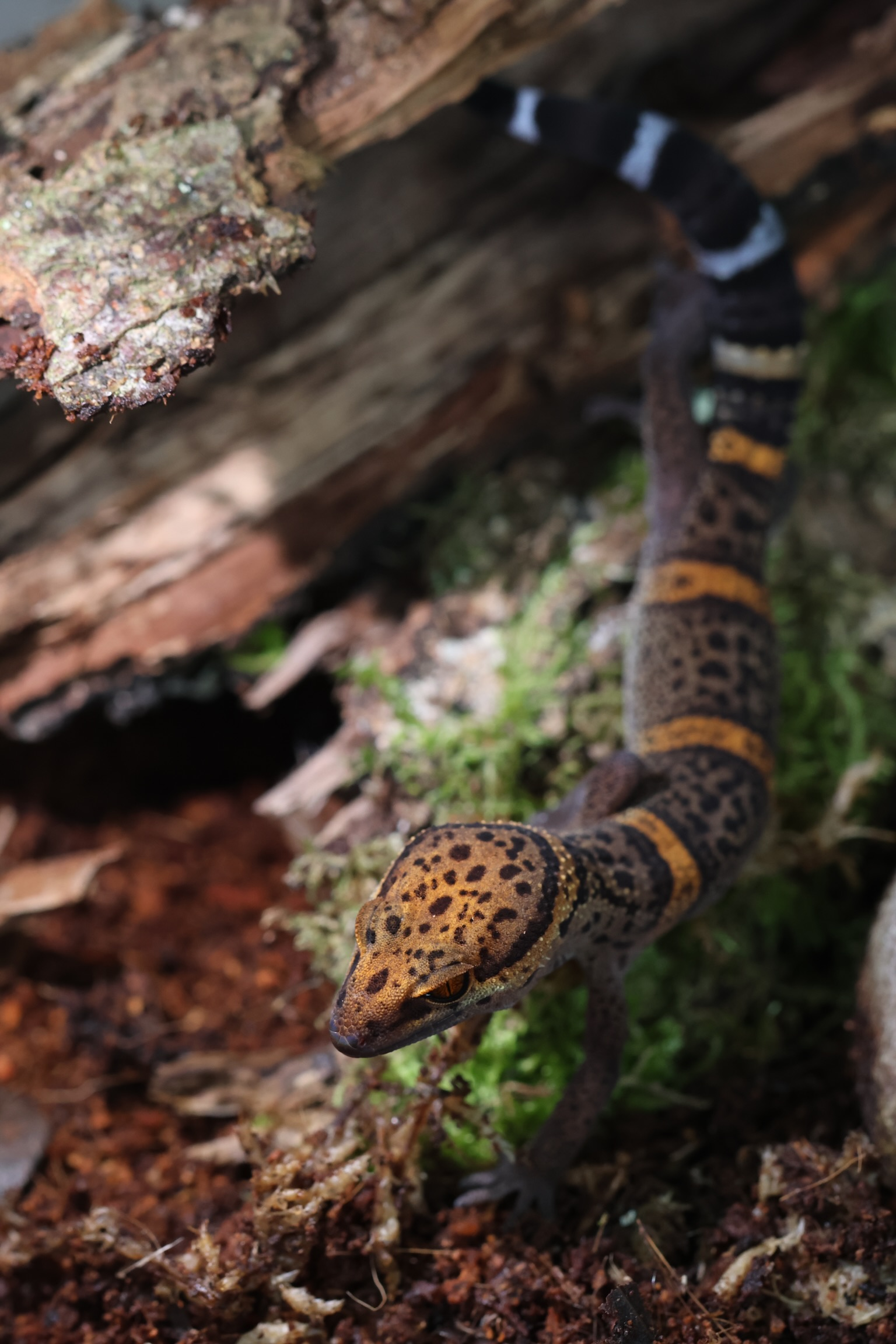
Gecko des cavernes de Bawangling (Goniurosaurus bawanglingensis), jeune mâle

## Publication originale
- Grismer, Shi, Orlov & Ananjeva, 2002 : A new species of Goniurosaurus (Squamata: Eublepharidae) from Hainan Island, China. Journal of Herpetology, vol. 36, n. 2, p. 217-224.

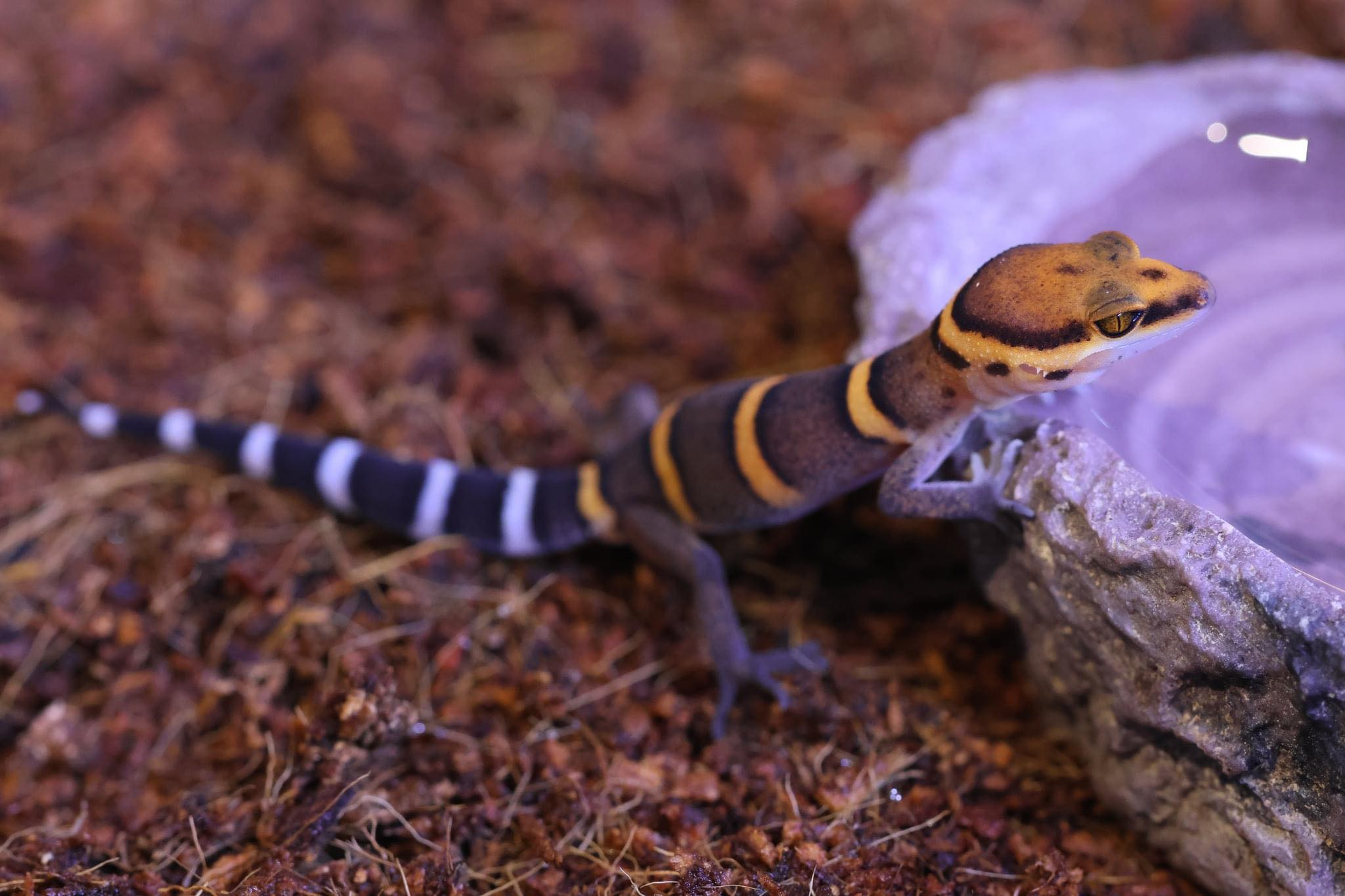
Gecko des cavernes de Bawangling (Goniurosaurus bawanglingensis) - Jeune mâle (1 mois)